# Drijvende aanlegsteiger

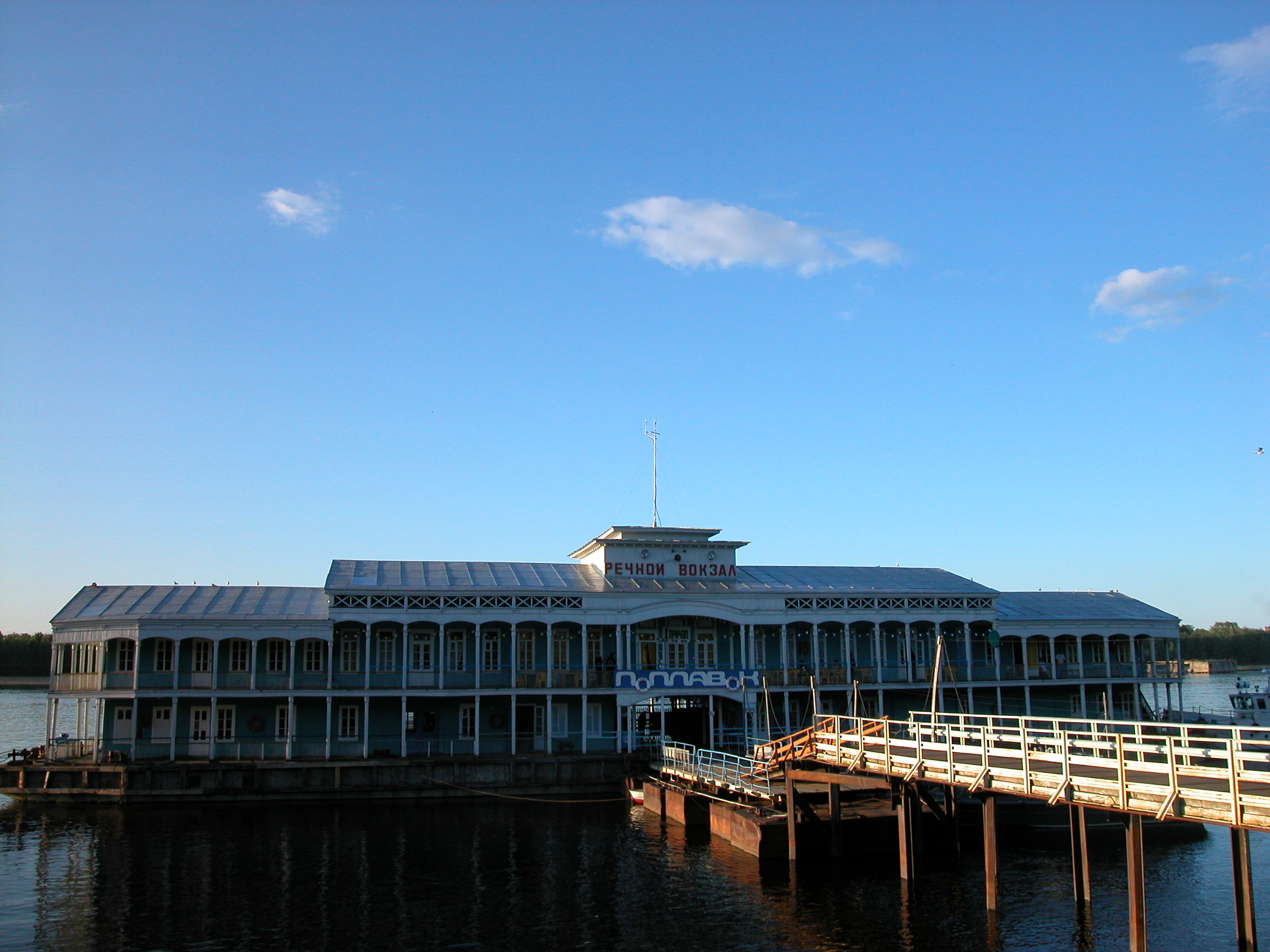
Drijvend rivierstation bij Rybinsk

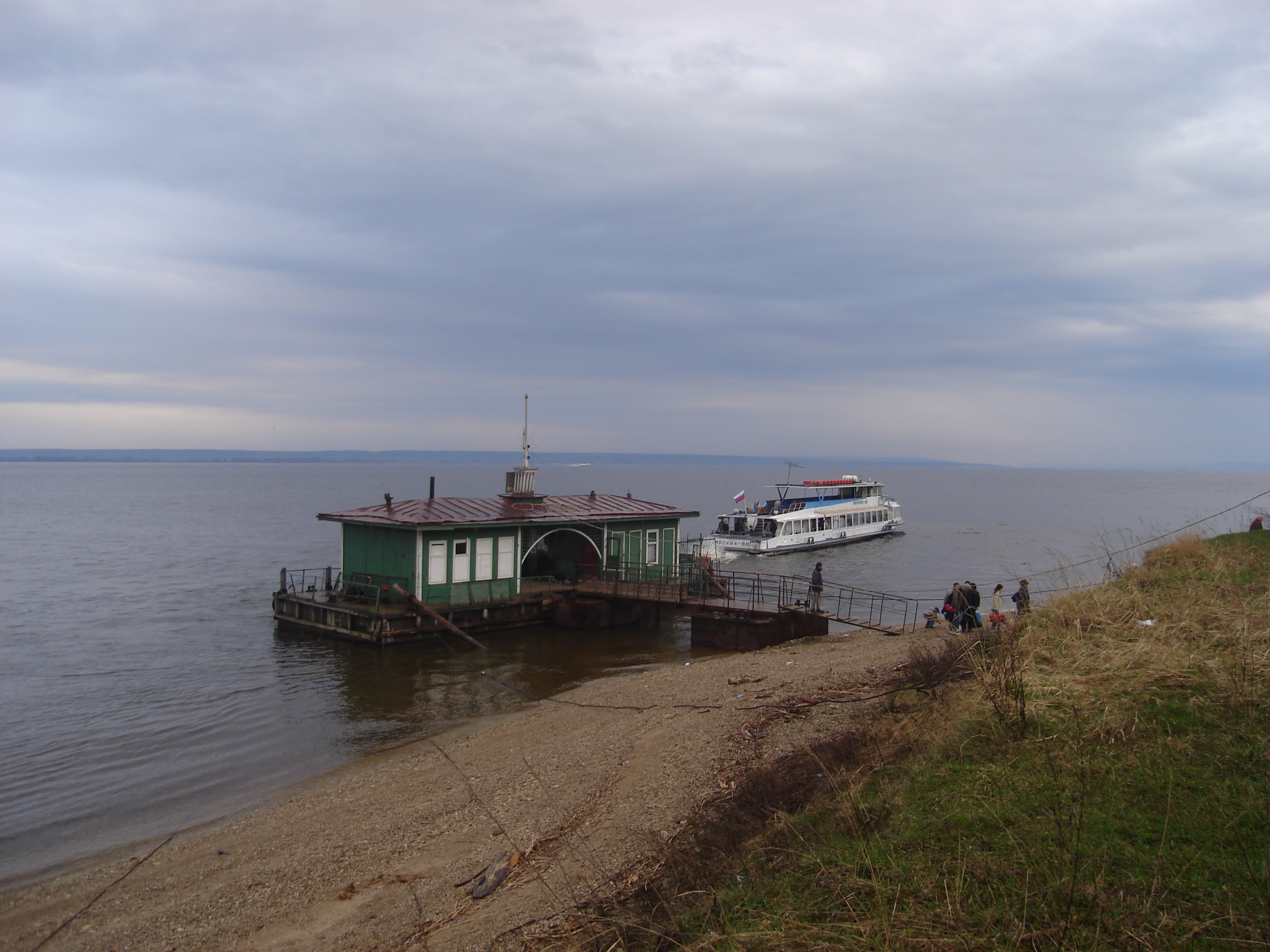
Kleiner rivierstation in het Tataarse dorp Stoedenets.

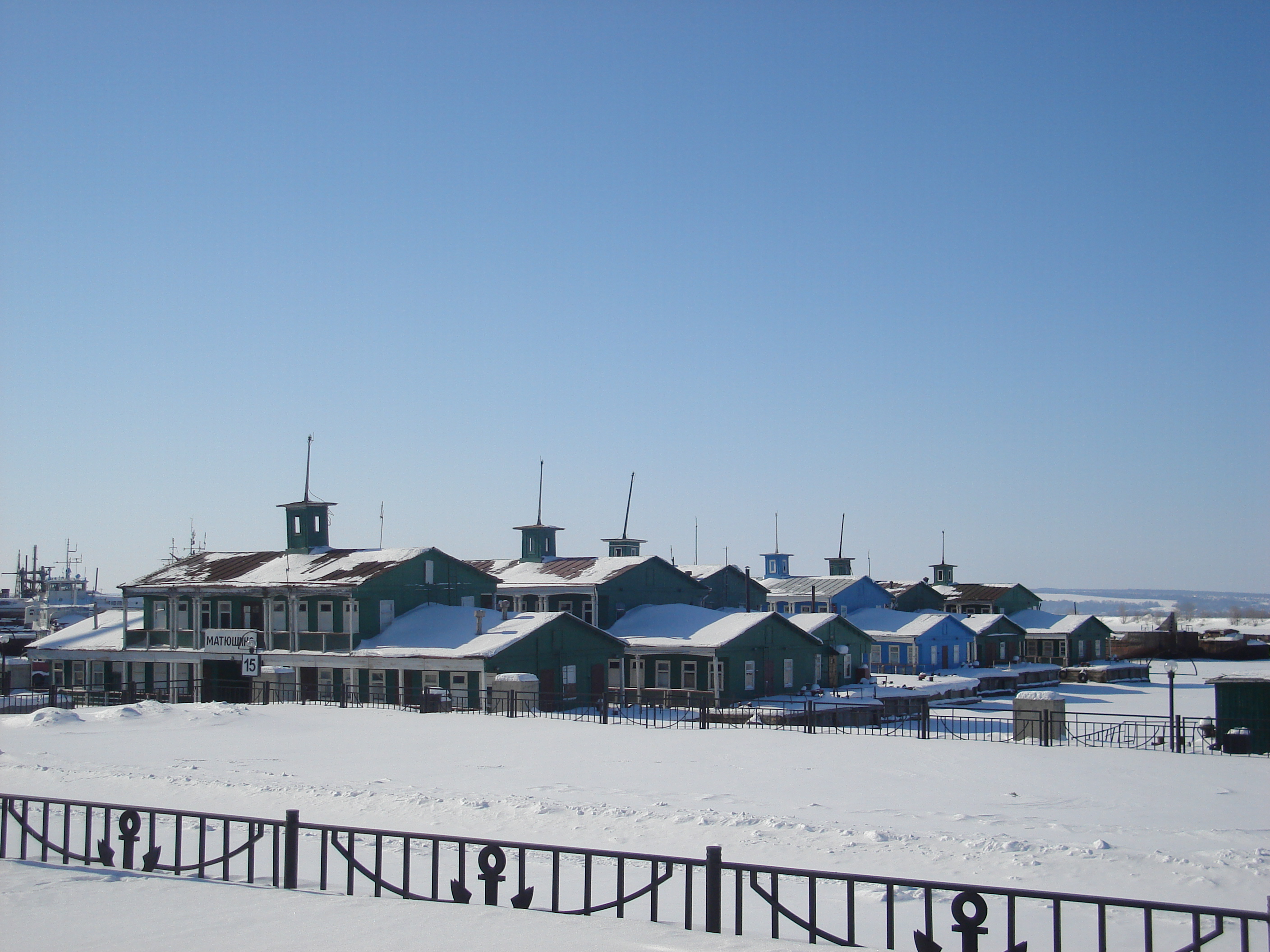
Drijvende aanlegsteigers worden naar de haven gesleept om er te overwinteren

Een drijvende aanlegsteiger bestaat uit permanent of semi-permanent aangemeerde ponton, eventueel met bovenbouw. De bovenbouw kan één of meerdere dekken hebben. De bovenbouw kan dienen als goederenopslagplaats indien de drijvende aanlegsteiger voor de vrachtschepen bedoeld is, of als rivierstation in het geval van de passagiersschepen. Ook kunnen er eetgelegenheden, winkels en zelfs kantoren gevestigd worden.
In de Sovjet-Unie werden de drijvende aanlegsteigers van beton in grote aantallen geproduceerd. De bouw van dergelijke betonnen vaartuigen begon in 1925. Voor de Tweede Wereldoorlog werden er circa 20 geproduceerd. Na de oorlog werden er gestandaardiseerde types van dergelijke steigers ontworpen, die vervolgens in de grote reeksen gebouwd werden, dat in tegenstelling tot de vooroorlogse steigers, die een individueel karakter vertoonden.
De bovenbouw van de betonnen drijvende aanlegsteigers werd van hout verwaardigd.